# Jean Colin (actrice)
Pour les articles homonymes, voir Jean Colin.
Jean Colin, née le 24 mars 1905 à Brighton et morte le 7 mars 1989 à Londres, est une actrice britannique de théâtre de cinéma. Elle a commencé sa carrière sur scène dans des pièces de théâtre musicales et des opérettes.

## Biographie
Elle fait ses débuts sur scène en 1923, quand Mary Lynn, nièce of Ralph Lynn (en) la persuade de monter sur scène avec elle. Elle obtient son premier grand rôle dans  The Five O'Clock Girl, et joue dans son premier film The Hate Ship en 1930.

## Filmographie
- 1930 : The Hate Ship (en)
- 1930 : Compromising Daphne (en)
- 1932 : Lord Babs (en)
- 1935 : Charing Cross Road
- 1936 : Such Is Life (en)
- 1938 : Stardust
- 1939 : The Mikado
- 1940 : Laugh It Off (en)
- 1941 : Bob's Your Uncle (en)
- 1950 : Vacances sur ordonnance (Last Holiday)
- 1953 : Laxdale Hall (en)